# Ukonjärvi (sjö i Orivesi, Birkaland)
Ukonjärvi är en sjö i kommunen Orivesi i landskapet Birkaland i Finland. Arean är 31 hektar och strandlinjen är 7,74 kilometer lång.  Den  ingår i Kumo älvs huvudavrinningsområde.  Sjön ligger omkring 35 kilometer nordöst om Tammerfors och omkring 180 kilometer norr om Helsingfors. 
I sjön finns öarna Kuivapää och Koivusaari. 